# Джорджо Моріні
Джорджо Моріні (італ. Giorgio Morini, нар. 11 жовтня 1947, Каррара) — італійський футболіст, що грав на позиції півзахисника, зокрема, за клуби «Рома» та «Мілан», а також національну збірну Італії.

## Клубна кар'єра
Народився 11 жовтня 1947 року в місті Каррара. Вихованець футбольної школи клубу «Інтернаціонале». В сезоні 1967/68 був включений до заявки головної команди клубу, утім в іграх чемпіонату за неї так і не зіграв. 
Пперший досвід дорослого футболу здобував протягом 1968—1972 років, захищаючи кольори «Варезе».
1972 року перейшов до столичної «Роми», у складі якої провів наступні чотири сезони, ставши одним з найсильніших півзахисників тогочасного італійського футболу.
1976 року уклав контракт з клубом «Мілан», у складі якого провів наступні п'ять років своєї кар'єри гравця. У сезоні 1978/79 ставав чемпіоном Італії, також вигравав з командою  Кубок країни. Був замішаний у корупційний скандалі 1980 року, коли низка клубів і окремих гравців були звинувачені у договірних іграх та участі в тоталізаторах. За результатами розслідування «Мілан» було відправлено до другого дивізіону, а сам гравець отримав покарання у вигляді відсторонення від футболу на десять місяців.
Відбувши дискваліфікацію, досвідчений півзахисник вирішив відновити кар'єру і протягом 1981—1983 років грав за нижчоліговий клуб «Про Патрія», а згодом ще один сезон провів у швейцарському «К'яссо».

## Виступи за збірну
У квітні 1975 року дебютував в офіційних матчах за національну збірну Італії. Згодом того ж року провів у її складі ще дві гри.

## Кар'єра тренера
Завершивши виступи на футбольному полі, перейшов на тренерську роботу, працював з юнацькими і молодіжними командами, зокрема в структурі «Мілана». У дебютній частині сезону 1996/97 у тандемі з досвідченим уругвайським спеціалістом Оскаром Табаресом очолював тренерський штаб головної команди «россонері».
| Дата      | Місто  | Господарі | Результат | Гості     | Турнір            | Голи | Примітки |
| --------- | ------ | --------- | --------- | --------- | ----------------- | ---- | -------- |
| 19-4-1975 | Рим    | Італія    | 0 – 0     | Польща    | Відбір до ЧЄ 1976 | -    |          |
| 8-6-1975  | Москва | СРСР      | 1 – 0     | Італія    | товариський матч  | -    |          |
| 27-9-1975 | Рим    | Італія    | 0 – 0     | Фінляндія | Відбір до ЧЄ 1976 | -    |          |
| Усього    |        | Матчів    | 3         |           | Голів             | 0    |          |

## Титули і досягнення
- Володар Кубка Італії (1):

«Мілан»: 1976-1977
- Чемпіон Італії (1):

«Мілан»: 1978-1979